# Léon Germain Pelouse

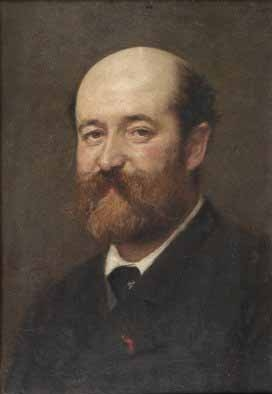
Fernand Cormon (1845–1924): Léon Germain Pelouse

Léon Germain Pelouse (* 1. Oktober 1838 in Pierrelaye, Frankreich; † 31. Juli 1891 in Paris) war ein französischer Landschaftsmaler des 19. Jahrhunderts. Der Autodidakt erlangte Anerkennung für seine detailgetreuen Naturdarstellungen und wird oft mit der Schule von Barbizon in Verbindung gebracht. Léon Germain Pelouse gilt als Meister der Landschaftsmaler-Kolonie von Cernay-la-Ville.

## Leben

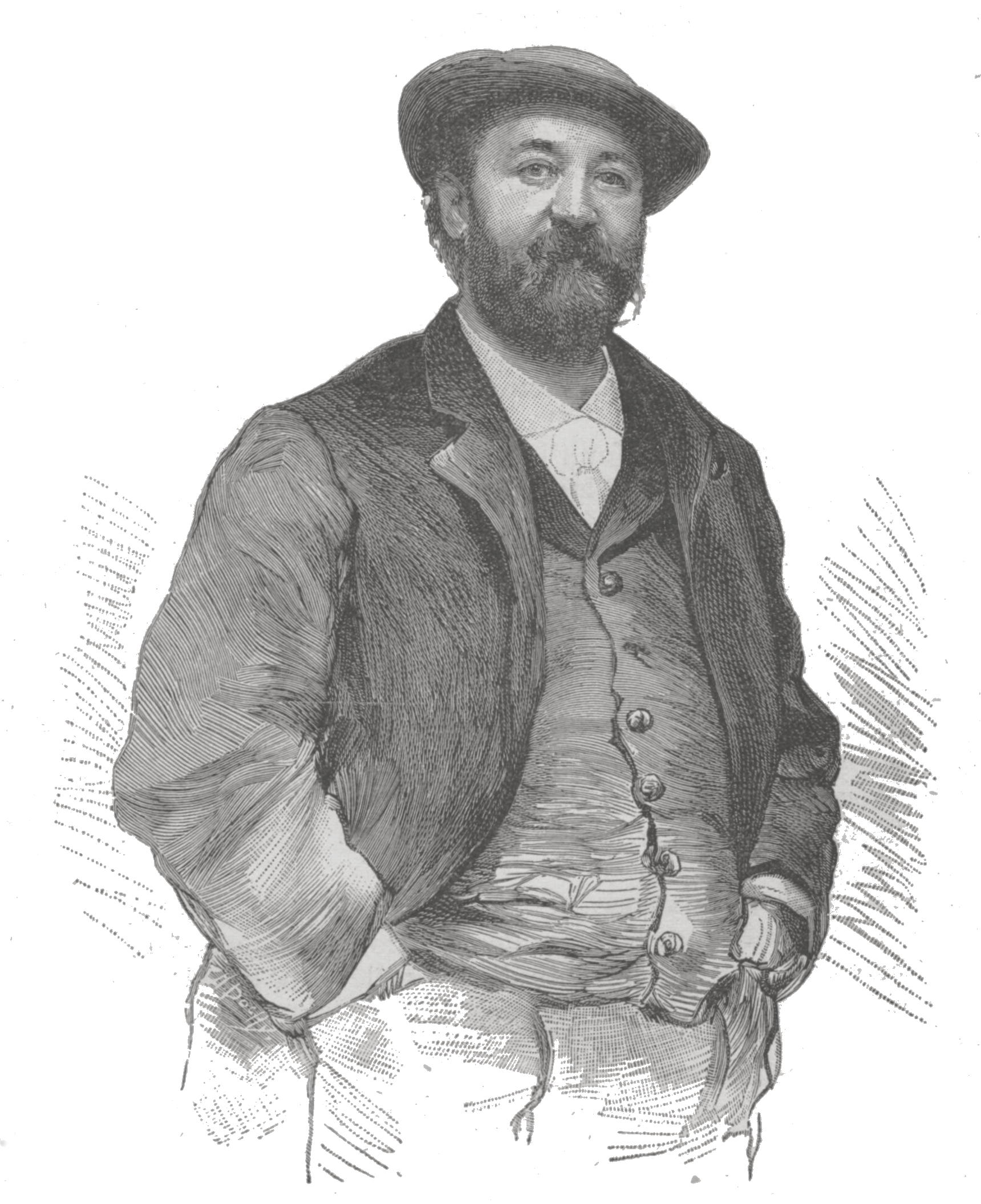
Léon Germain Pelouse, in: Le Monde illustré, 1891

Léon Germain Pelouse begann seine Laufbahn nicht als Künstler. Im Alter von sechzehn Jahren arbeitete er als Handelsreisender in Roubaix und lernte dabei verschiedene Landschaften und Dörfer Frankreichs kennen. Nach einem kurzen Militärdienst wandte er sich Ende der zwanziger Jahre der Malerei zu. Obwohl sein Debüt im Pariser Salon 1865 mit dem Gemälde Les Environs de Précy auf Kritik stieß, setzte er seine künstlerische Entwicklung fort und fand in der Bretagne, insbesondere in Pont-Aven und Rochefort-en-Terre, Inspiration. 1870 ließ sich Pelouse in Vaux-de-Cernay nieder, das zu einem wichtigen Ort für sein künstlerisches Schaffen wurde. Während des Deutsch-Französischen Krieges wurde das Dorf von preußischen Truppen besetzt, die jedoch Pelouses Haus und Atelier verschonten, da sie seine Werke schätzten. Nach dem Krieg kehrte er nach Vaux-de-Cernay zurück und setzte seine Arbeit fort.
Seine Gemälde zeichnen sich durch eine dunkle Farbpalette und eine besondere Aufmerksamkeit für die detaillierte Darstellung von Naturlandschaften aus. 1873 erhielt er seine erste Auszeichnung, eine zweite Medaille, für das Gemälde Vallée de Cernay. Drei Jahre später folgte die erste Medaille für Une coupe de bois à Senlisse – Seine-et-Oise. Bei der Weltausstellung 1878 erhielt er eine zweite Medaille und wurde zum Ritter der Ehrenlegion ernannt. Nach dem Tod von Charles-François Daubigny im Jahr 1878 gilt Léon Germain Pelouse als der führende französische Landschaftsmaler. 1890 nimmt Pelouse zum letzten Mal am Pariser Salon teil und stellt unter anderem das Gemälde La Seine, à Poses, vue du barrage aus. Im Jahr zuvor hatte er auf der Weltausstellung von 1889 eine Goldmedaille erhalten. Im Laufe seiner Karriere war er sieben Mal Mitglied der Jury des Pariser Salons. Léon Germain Pelouse starb am 31. Juli 1891 in Cernay.
Sein Werk inspirierte zahlreiche Schüler, die in sein Atelier in Vaux-de-Cernay kamen, um von ihm zu lernen: Érnest Baillet, Léon Joubert, Flavien Peslin, Émile Le Marié des Landelles, Louis Telingue, Nicolas Dracopolis, Charles Émile Dameron, Kitty L. Kielland, Harriet Backer, Albert Rigolot. Dort besuchten ihn auch seine Freunde: Bernier Camille, Théophile Deyrolle, William Lamb Picknell, Leclaire Deshayes, Rambaud Vollon, Louis Emile Dardoise, François Louis Français, Robert Stevenson, Peder Séverin Kroyer, Fernand Cormon, Édouard Gendrot, Christian Zacho.

## Werk
Léon Germain Pelouse ließ sich von Künstlern wie Camille Corot, Henri Joseph Harpignies und Charles-François Daubigny inspirieren, doch seine Hauptquelle war die Natur selbst. Pelouse blieb dem Stil der Barbizon-Schule treu und lehnte die experimentellen Ansätze der Impressionisten ab, die während seiner späteren Schaffenszeit aufkamen. Er widmete sich der naturalistischen Darstellung von Landschaften, insbesondere in den Regionen Bretagne und Normandie. Seine Werke inspirierten zahlreiche Schüler, die in sein Atelier nach Vaux-de-Cernay kamen, um von ihm zu lernen.
Seine Werke zeichnen sich durch technische Virtuosität und einen lockeren Pinselstrich aus. Er bevorzugte unspektakuläre, ruhige Ansichten – oft nur Bäume, unscheinbare Elemente wie Erde oder Moos, üppige, wilde Natur mit undurchdringlichen Dickichten und einsame Dörfer. Léon Germain Pelouse arbeitete intuitiv, schnell und ausschließlich in der Natur. Seine Komposition Banc de rochers à Concarneau (1880) wird aufgrund der düsteren Farbgebung und des Verzichts auf pittoreske Merkmale als frühe Vorwegnahme der Kunst von Charles Cottet angesehen. 

## Galerie

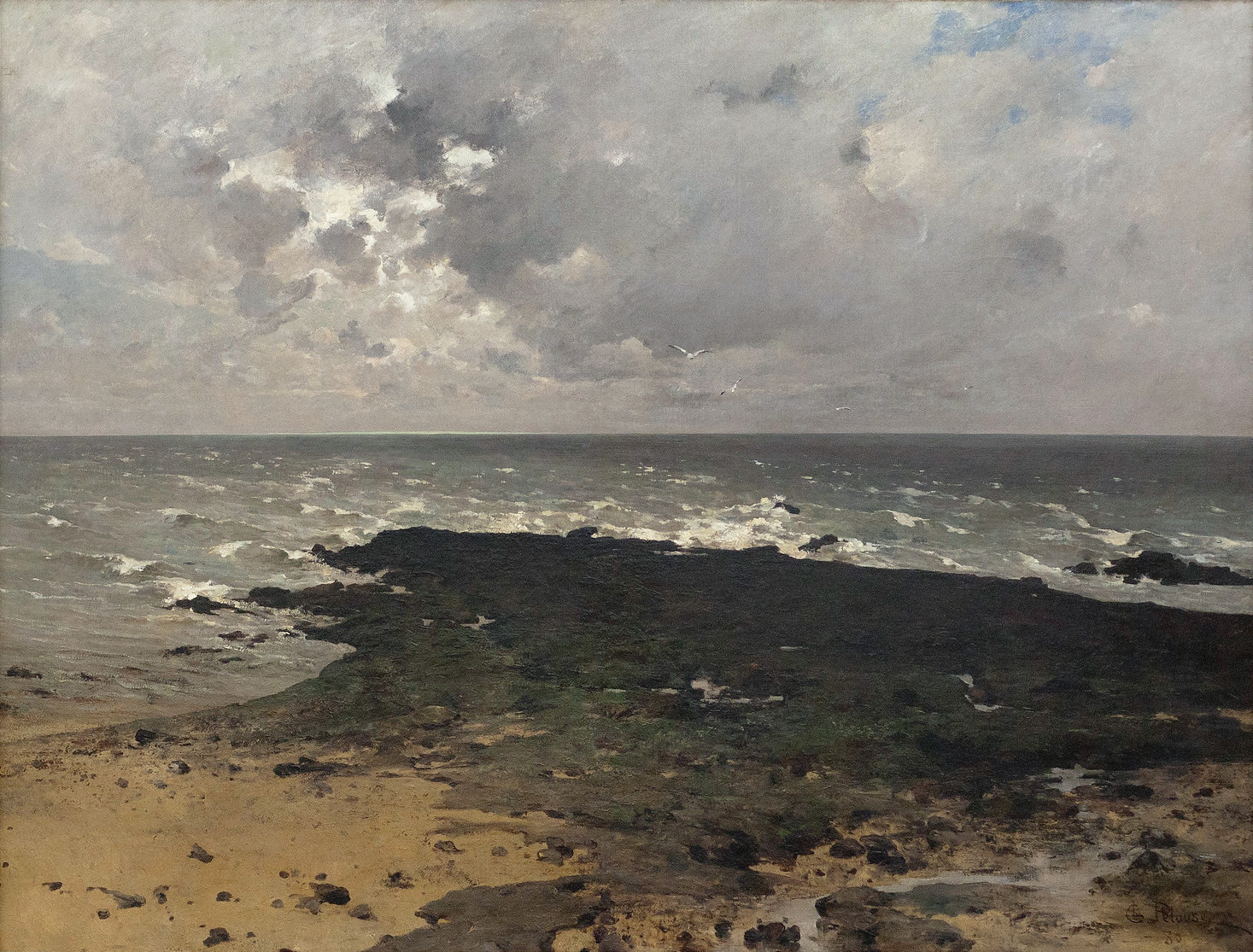
Banc de rochers à Concarneau, 1880
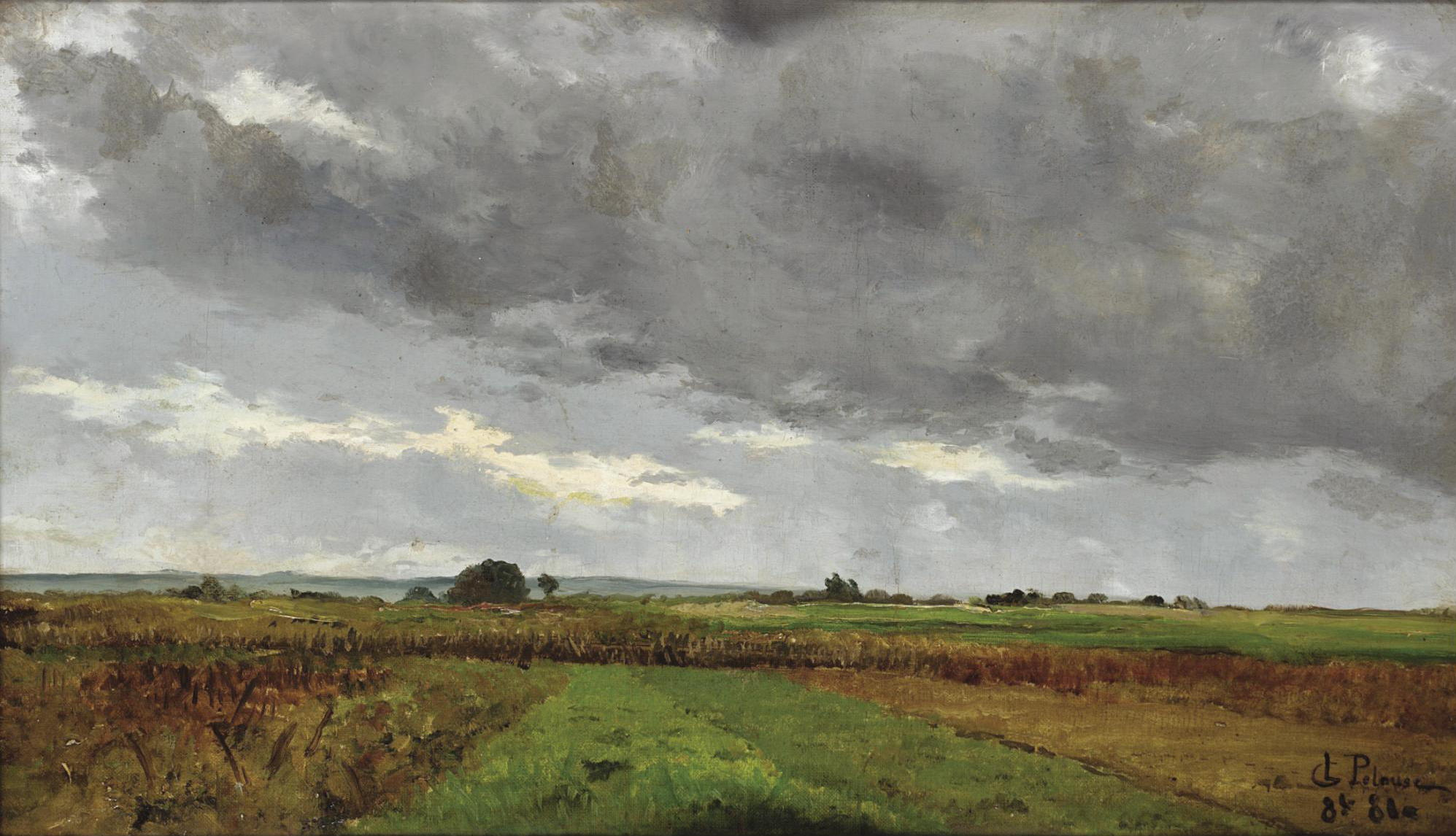
Paysage avec nuages d'orage, 1881
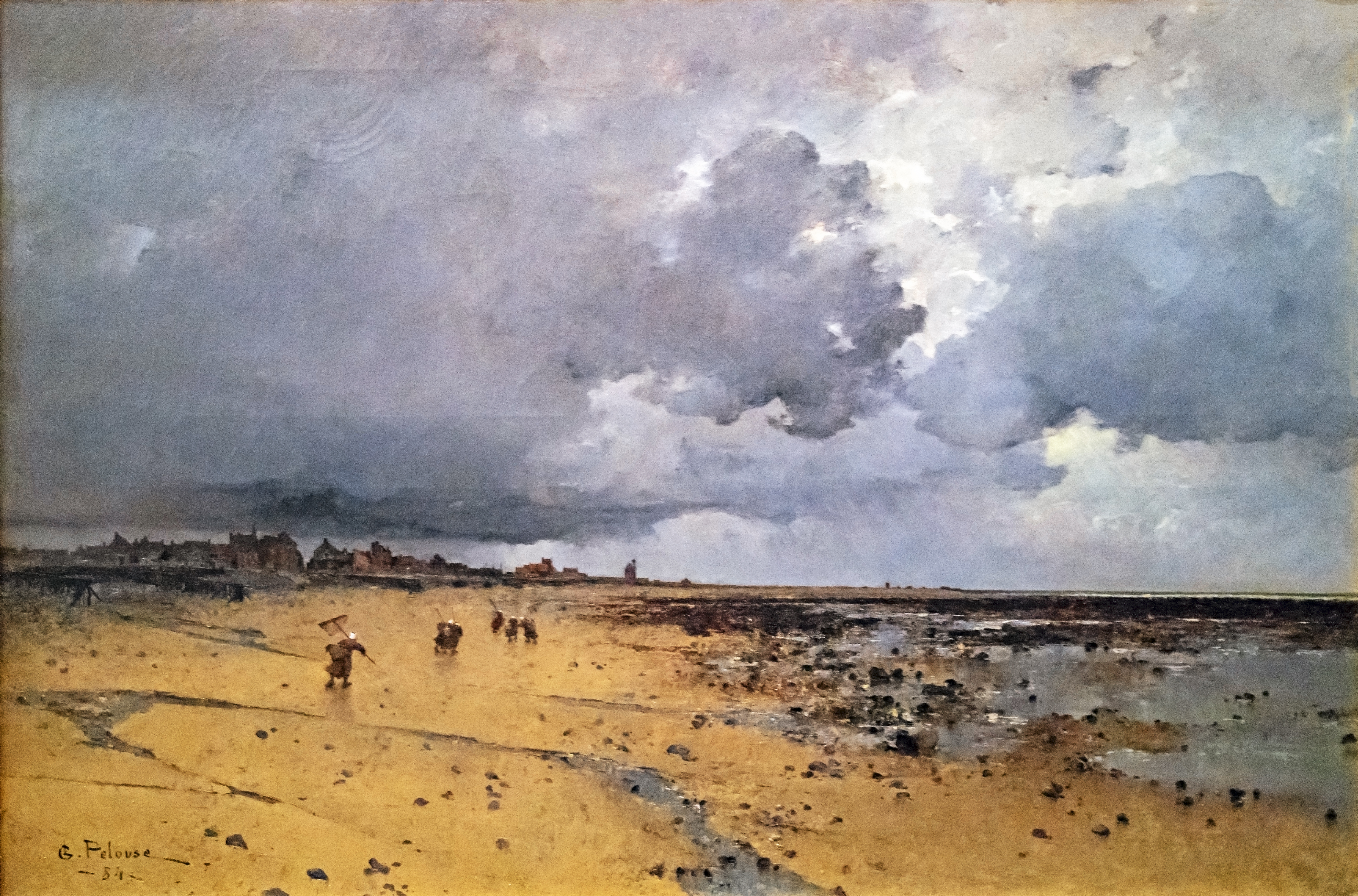
Grandcamp à marée basse, 1884
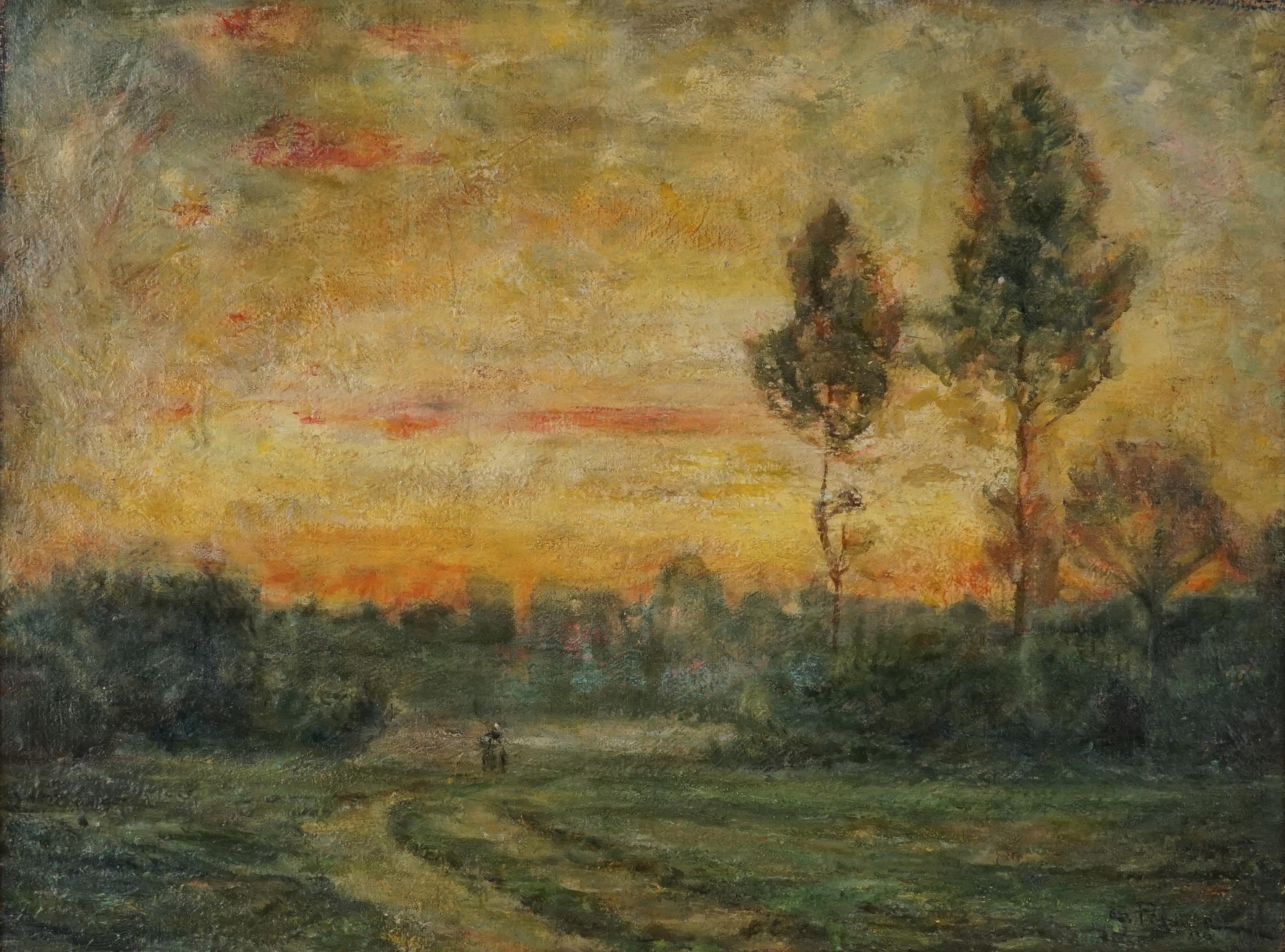
Coucher de soleil avec personnage solitaire, ca. 1885
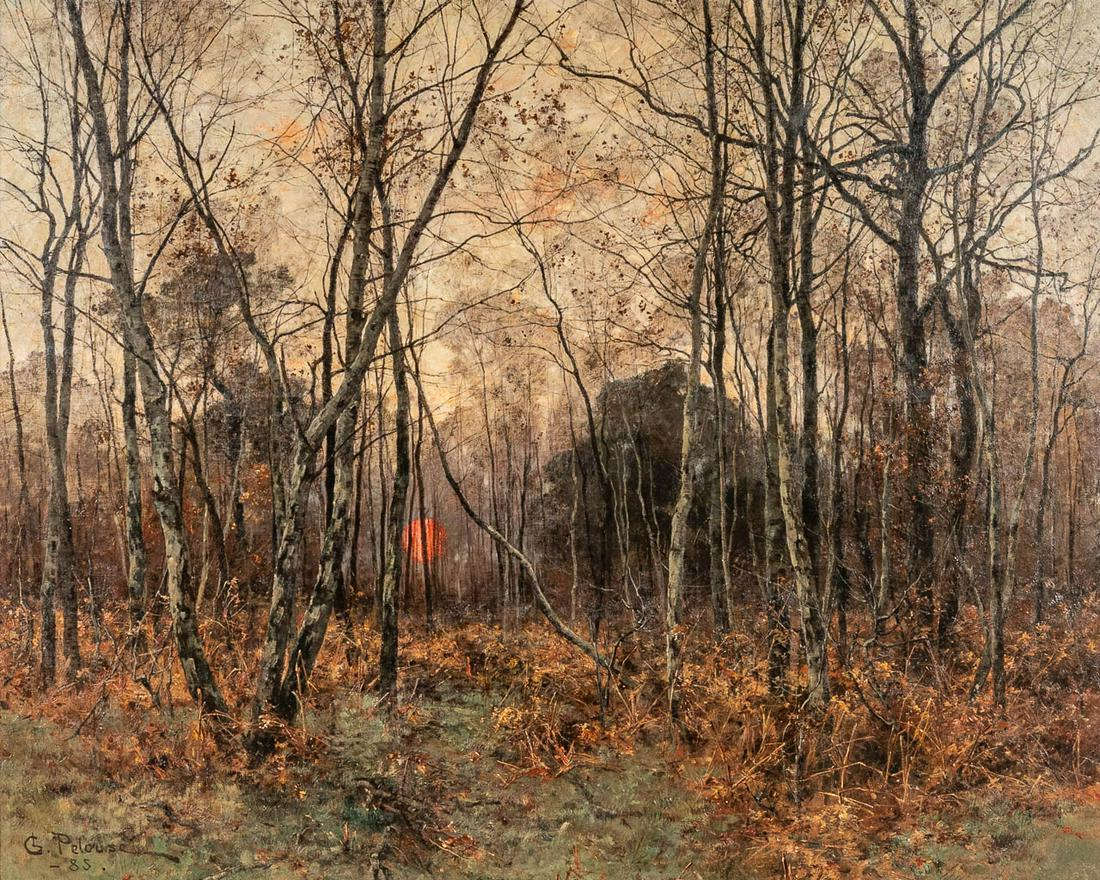
Forêt au crépuscule, 1885
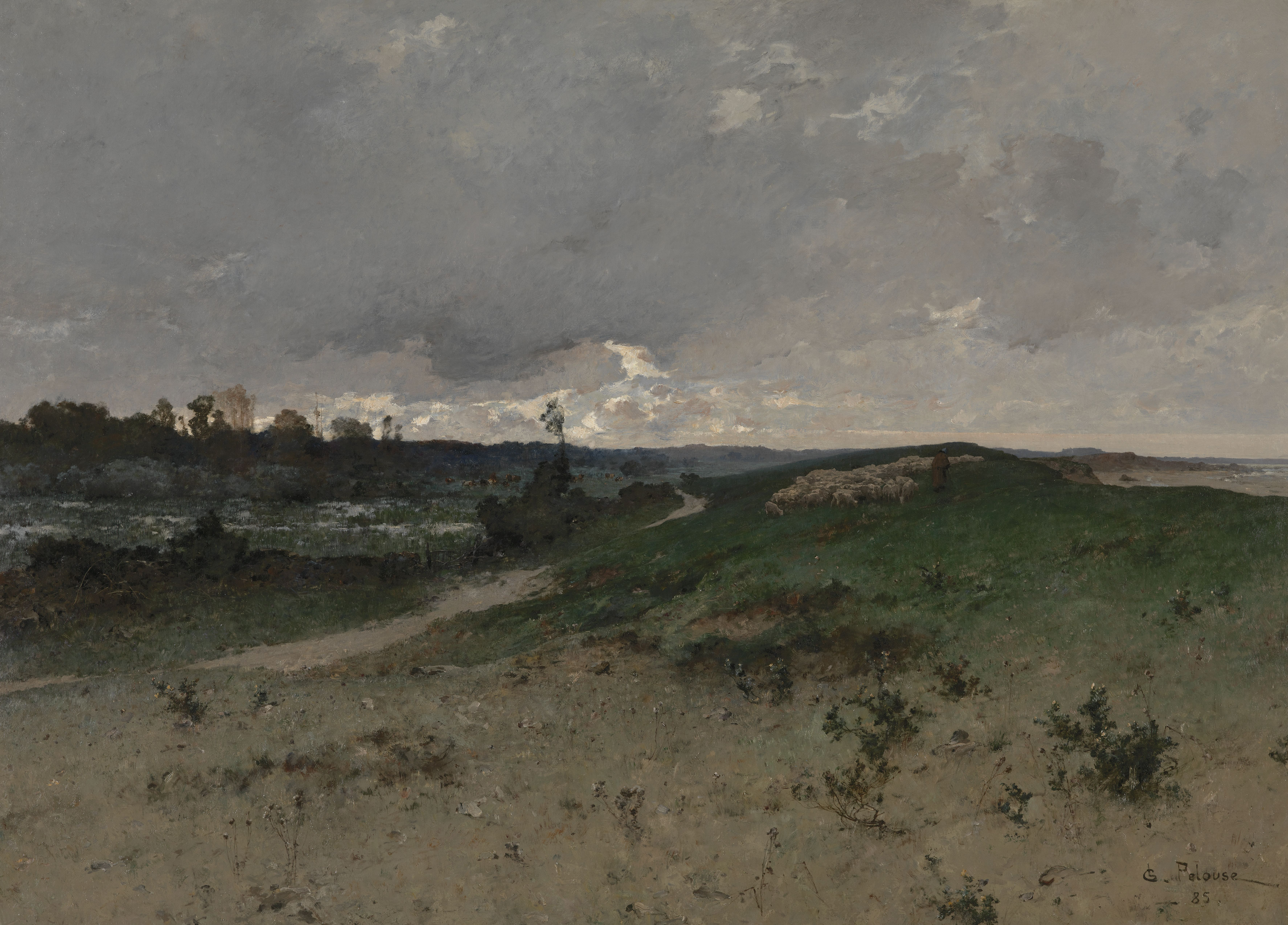
Paysage près de Saint-Jean-le-Thomas (Normandie), 1886
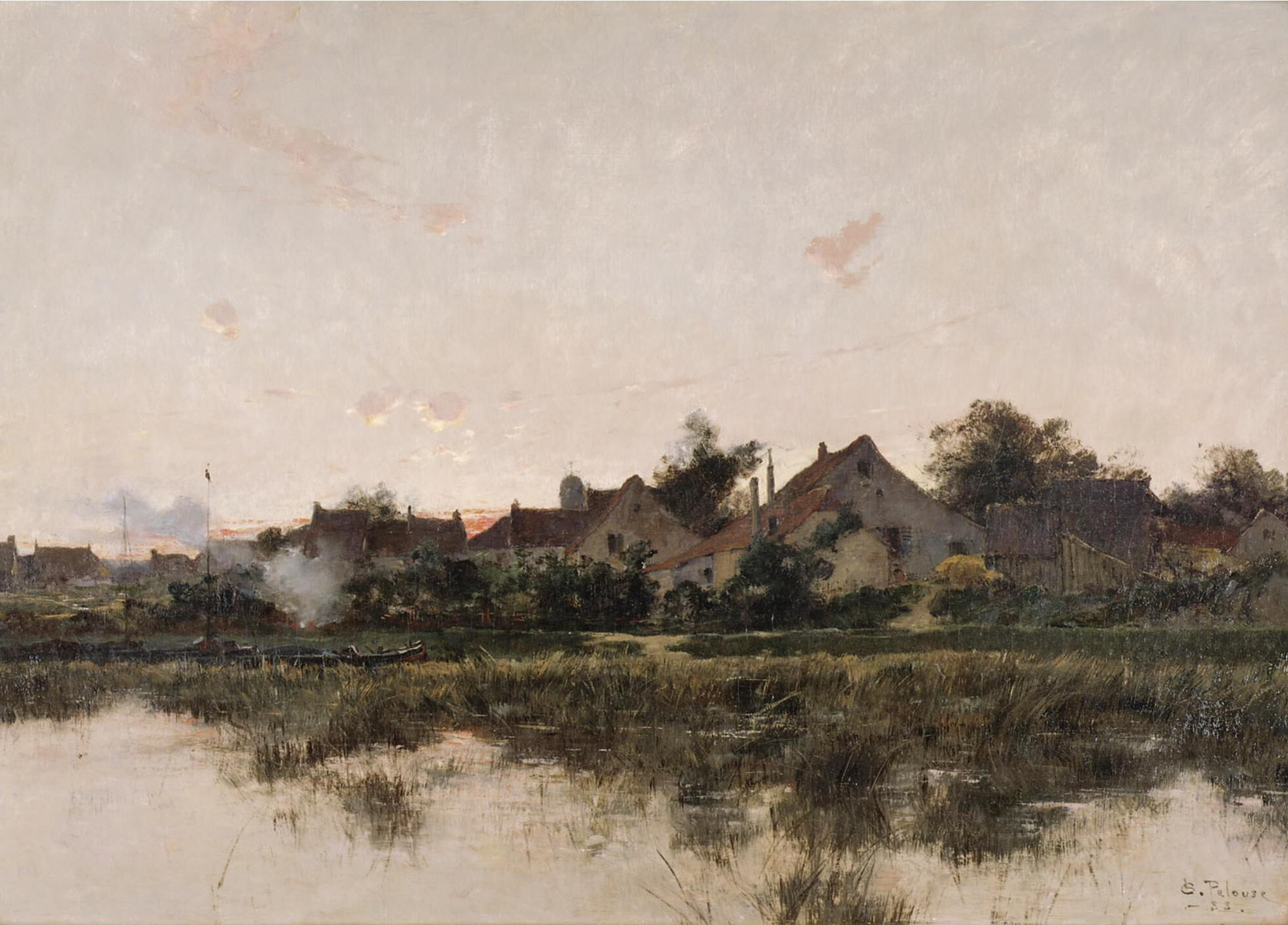
Village fluvial au crépuscule, 1888
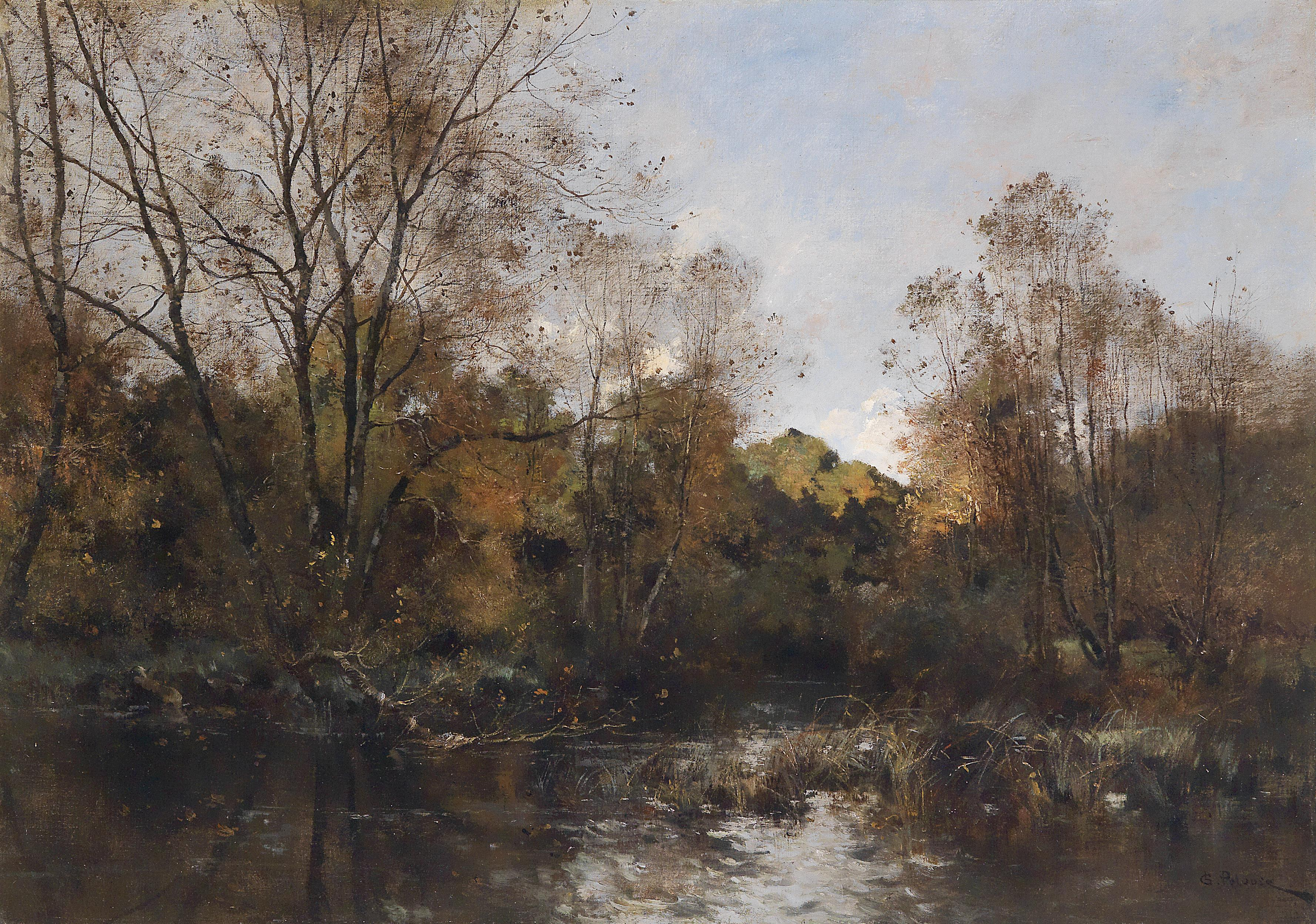
Étang de forêt, ca. 1891
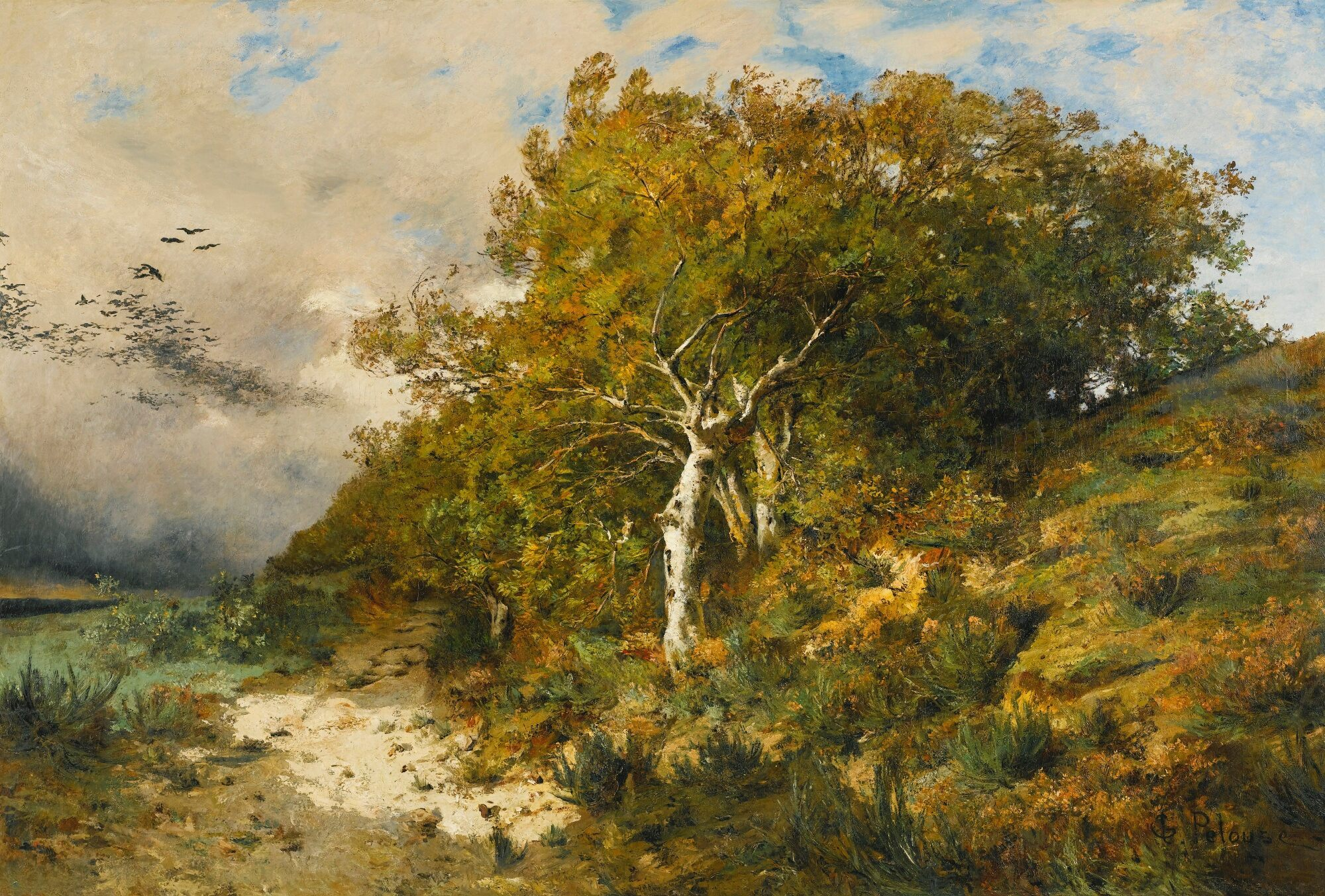
Forêt de Fontainebleau, ca. 1890
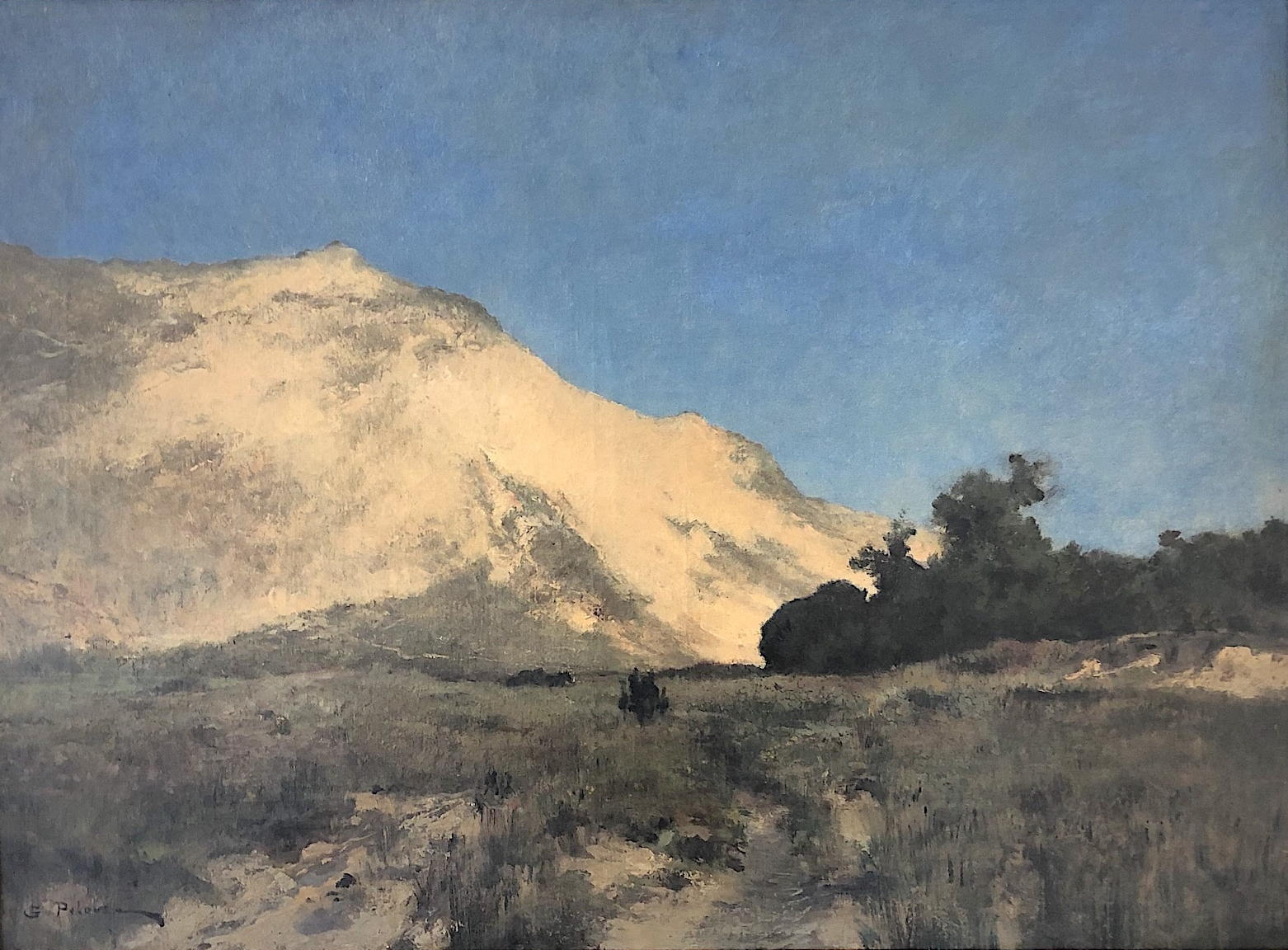
Paysage avec dune (Dune du Pilat?), 1891